# Santa Cruz del Valle Urbión
Santa Cruz del Valle Urbión község Spanyolországban, Burgos tartományban. Santa Cruz del Valle Urbión Fresneda de la Sierra Tirón, Barbadillo de Herreros, Pineda de la Sierra, Villasur de Herreros, Rábanos, Valmala és Pradoluengo községekkel határos. Lakosainak száma 103 fő (2024).

## Népesség
A település népessége az utóbbi években az alábbiak szerint változott:
| Lakosok száma | 119  | 114  | 105  | 101  | 102  | 100  | 98   | 97   | 101  | 103  |
|               | 2001 | 2004 | 2006 | 2009 | 2011 | 2014 | 2016 | 2019 | 2021 | 2024 |